# Graham Parker
Pour les articles homonymes, voir Parker.
Graham Parker, né le 18 novembre 1950 à Londres, est un chanteur de rock et un compositeur anglais, connu en particulier pour ses albums avec son groupe The Rumour.

## Ses débuts (années 1960 et jusque 1976)
Durant la fin des années 1960 et le début des années 1970, Parker a chanté dans des groupes britanniques éphémères tels que les Black Rockers ou Deep Cut Three tout en effectuant plusieurs petits boulots par exemple dans une usine de gants ou dans une station-service.  En 1975, il enregistra quelques demos à Londres aux côtés de Dave Robinson, qui devait bientôt fonder Stiff Records et lui permettre de rencontrer son vrai premier groupe.
Graham Parker and The Rumour (constitué de Parker lui-même, de Brinsley Schwarz et de Martin Belmont à la guitare, de Bob Andrews au clavier, d'Andrew Bodnar à la basse et de Steve Goulding à la batterie) se forma durant l'été 1975 et commença à tourner au sein de la scène pub rock britannique. Le groupe s'accompagnait de temps en temps d'une section de cuivres appelée The Rumour Brass : John « Irish » Earle (saxophone), Chris Gower (trombone), Dick Hanson (trompette) et Ray Bevis (saxophone).
Le premier album sorti en 1976, Howlin' Wind, est un succès critique. Il sera rapidement suivi d'un second album au style similaire, Heat Treatment. Ces albums, un mélange de rock, de ballades et de reggae, reflétaient les premières influences de Parker (Motown, The Rolling Stones, Bob Dylan, Van Morrison) et comprenaient les chansons qui formèrent rapidement le noyau de ses concerts (« White Honey », « Lady Doctor », « Fool's Gold », et son premier hit « Don't Ask Me Questions » qui atteint le top 40 au Royaume-Uni). Ces albums ne sont pas sans rappeler les premiers opus de Bruce Springsteen Greetings from Asbury Park, N.J. et The Wild, the Innocent and the E Street Shuffle tant au niveau du style, des arrangements et de l'énergie.
Graham Parker and The Rumour avaient la réputation de faire des shows mouvementés : l'album promotionnel Live at Marble Arch enregistré durant cette période fait bien ressortir leur style scénique plutôt dur. Comme toute la scène pub rock à laquelle il appartient quasiment, ses paroles qui montraient une certaine conscience de classe et la passion qu'il faisait ressentir dans sa façon de chanter témoignaient d'un renouveau de la musique rock tandis que le mouvement punk commençait à s'étendre au Royaume-Uni.

## Parker, Joe Jackson et Elvis Costello
En enregistrant ses premiers albums dès 1976, Parker a précédé deux autres compositeurs « new wave », Elvis Costello et Joe Jackson. Le premier single de Costello a été enregistré en 1977, et le premier single solo de Jackson fin 1978 (même si Jackson fut membre du groupe Arms & Legs, qui a sorti trois singles sans succès à partir d'avril 76, un mois seulement après la sortie du premier single de Parker & The Rumour, Silly Thing).
Au début de sa carrière, Parker fut souvent comparé favorablement à Costello et Jackson. Les journalistes continueront à les mettre dans la même catégorie pendant plusieurs décennies, sous le terme générique d’angry young men (jeunes hommes en colère), même si le style des trois artistes avait depuis longtemps divergé. Parker n'hésitera pas à critiquer non sans humour ce label.

## Le tournant: 1977
Le succès critique des deux premiers albums ne se traduisit pas par un grand succès commercial. Parker & The Rumour apparurent à la télévision, dans l'émission Top of the Pops sur la BBC en 1977, où ils interprétèrent une version personnelle du hit de The Trammps, « Hold Back the Night » de l'EP The Pink Parker, à l'époque (mars 77) un succès pour le groupe.
À partir de cette époque, Parker commença à changer son style d'écriture, dans un souci de percer sur le marché américain. Les premières traces de ce changement de direction se firent ressentir sur l'album suivant, Stick to Me. L'album parvint à percer le top 20 britannique mais divisa la critique, notamment sur des morceaux tels que « The Heat in Harlem », accessoirement la plus longue chanson du groupe à l'époque. Nick Lowe (avec les musiciens de Brinsley Schwarz) fut également critiqué du fait qu'il produisait l'album : certains critiques se plaignirent du jeu peu développé du groupe et de la performance peu convaincante de Parker, alors qu'en réalité une maladresse en studio avait abîmé les enregistrements originaux, obligeant le groupe a réenregistrer l'album en peu de temps.

## Squeezing Out Sparks(1978-79)
Un album live appelé The Parkerilla, sorti en 1978, démontra que les performances live marquantes du groupe restaient fortes, même si certains critiques voyaient Parker un peu en retrait deux ans après Heat Treatment. La carrière du jeune musicien atteignait un moment critique.
Parker, peu satisfait de la gestion de sa boîte de production américaine, Mercury Records, sortira en 1979 le single « Mercury Poisoning », une réminiscence du « EMI » des Sex Pistols.
Sous son nouveau label, Arista, en compagnie du légendaire producteur Jack Nitzsche, Parker sortira Squeezing Out Sparks, largement considéré comme le meilleur album de sa carrière. Pour cet album, la section de cuivre The Rumour Brass fut écarté, et le résultat fut un accompagnement rock intense pour certaines des meilleures chansons de Parker. On peut noter particulièrement la chanson « You Can't Be Too Strong », l'une des rares chanson à traiter du problème de l'avortement, même de façon ambivalente.
Squeezing Out Sparks est encore considéré par les fans et la critique comme l'un des meilleurs albums de rock jamais réalisé. L'album live accompagnant cet album, Live Sparks, fut envoyé aux radios américaines dans le cadre d'une campagne de promotion pour Parker, dans le but de montrer que les chansons étaient remarquablement efficaces sur scène. Il comprend une reprise de « I Want You Back », des Jackson 5.
La section de cuivre continuera à jouer sur les albums d'autres artistes sous le nom de The Rumour Brass, notamment sur le hit de 1985 de Katrina and the Waves, « Walking On Sunshine ».

## La fin de The Rumour
Bob Andrews quitta The Rumour au début de l'année 1980, et ne fut pas remplacé officiellement. Cependant, pour les séances studio de l'album suivant, Nicky Hopkins, et Danny Federici, membre de l'E Street Band, le groupe accompagnant Bruce Springsteen, assurèrent les claviers.
Bien que sensiblement moins marquant que son prédécesseur, The Up Escalator fut l'album qui monta le plus haut dans les charts britanniques, en partie grâce à une production brillante de la part de Jimmy Iovine et de la participation de Bruce Springsteen en tant que chanteur, dans quelques chœurs. On remarque notamment que la pochette créditait l'album à Graham Parker, et non à Graham Parker & The Rumour.
En effet, The Up Escalator fut le dernier enregistrement de G. Parker en compagnie de The Rumour, même si le guitariste Brinsley Schwarz reviendra accompagner G. Parker à partir de 1983 et jouera sur la majorité des albums de l'artiste jusqu'à la fin de la décennie. Le bassiste Andrew Bodnar reviendra également jouer aux côtés de G. Parker de 1988 jusqu'au milieu des années 1990, et le batteur Steve Goulding rejouera avec G. Parker sur son album Deepcut to Nowhere en 2001.

## Le succès commercial (1981-1990)
Les années 1980 furent la période où le succès commercial de Parker atteindra son apogée, avec des enregistrements généreusement financés et des diffusions à la télévision et la radio. Au cours de la décennie, la presse britannique deviendra plus dure à son égard, mais il continuera à tourner à travers le monde en compagnie de grands groupes pour l'accompagner. Son album suivant, Another Grey Area en 1982, bénéficiera de la participation de Nicky Hopkins et de Hugh McCracken, l'album montera à la quarantième place des charts britanniques et à la cinquante-et-unième place des charts américains, et le single Temporary Beauty percera le top 40 britannique.
L'album The Real Macaw en 1983, auquel participera le batteur Gilson Lavis de Squeeze, sera aussi marqué par le retour de Brinsley Schwarz au poste de guitariste. L'album aura pourtant plus de mal à trouver son public, arrivant à la cinquante-neuvième place des charts américains mais échouant à entrer dans les charts britanniques. Pourtant, en 1985, l'album Steady Nerves (crédité à Graham Parker and the Shot) aura un succès modéré et comprendra son seul hit dans le top 40 américain, Wake Up (Next To You). The Shot était un groupe constitué de quatre membres, qui avaient tous déjà joué soit sur The Real Macaw, soit sur Another Grey Area : Brinsley Schwarz (guitare), George Small (clavier), Kevin Jenkins (basse) et Michael Braun (batterie).
Steady Nerves fut enregistré à New York, et Parker vivra surtout aux États-Unis durant cette période.
Une attitude intransigeante vis-à-vis de sa musique entraînera des conflits avec les majors de la production musicale, et Parker changera souvent de label à partir du milieu des années 1980. Cette situation explique d'ailleurs la grande quantité de compilations dans la discographie de Parker. L'une de ses périodes les moins productives sera au sein d'Atlantic Records, où il déclara avoir été obligé de collaborer avec d'autres compositeurs et de se concentrer sur une production centrée autour de la batterie. Au lieu de se conformer à ces directives, Parker quittera Atlantic sans jamais rien enregistrer et signera à RCA Records. Il commencera à produire ses propres enregistrements et à modifier sa musique sur The Mona Lisa's Sister, ce qui lui vaudra un regain de succès critique et une réussite dans le « rock moderne ». Le groupe l'accompagnant sur cet album était constitué de ces anciens camarades de The Rumour Schwarz et Bodnar, des claviéristes James Halliwell et Steve Nieve, et de l'ancien batteur de Rockpile et Dire Straits Terry Williams (remplacé sur une prise par Andy Duncan, et sur deux autres par Pete Thomas, qui tout comme Nieve fut membre d'Elvis Costello and the Attractions).

## Les années 90
Parker continua à enregistrer au sein de RCA au cours de la première moitié des années 1990, recevant souvent des éloges de la part de la critique mais réussissant rarement à entrer dans les charts. Son guitariste de longue date Schwarz lui faussa à nouveau compagnie après son succès critique de l'année 1990, l'album Human Soul.
L'album suivant, en 1991, Struck by Lightning, était sensiblement plus proche d'un rock traditionnel, et comprenait le bassiste Bodnar et le batteur Pete Thomas ainsi que Garth Hudson de The Band aux claviers. Mais l'arrivée de l'album à la cent-trente-et-unième place des charts américains ne fut pas suffisante pour satisfaire RCA qui le renvoya.
Il rebondit rapidement. Parker, Bodnar et Thomas furent rejoints par le claviériste Mike Talbot de The Style Council et ce groupe enregistra en 1992 l'album Burning Questions pour la major Capitol Records. Mais l'album ne parvint à percer dans les charts et Parker se retrouva à nouveau sans producteur.
Un EP pour Noël, Graham Parker's Christmas Cracker, fut édité en 1994 pour Dakota Arts Records. Ensuite, Parker trouva un producteur plus permanent au sein du label américain indépendant Razor & Tie. Après le très personnel 12 Haunted Episodes, et Acid Bubblegum en 1996 (auquel participa Jimmy Destri de Blondie aux claviers), Parker se reposa pendant la fin des années 1990. Il continua cependant à tourner régulièrement, travaillant souvent avec le groupe The Figgs (qui tout comme The Rumour enregistra des albums avec d'autres artistes en tant que groupe d'accompagnement).

## Graham Parker dans leXXIesiècle

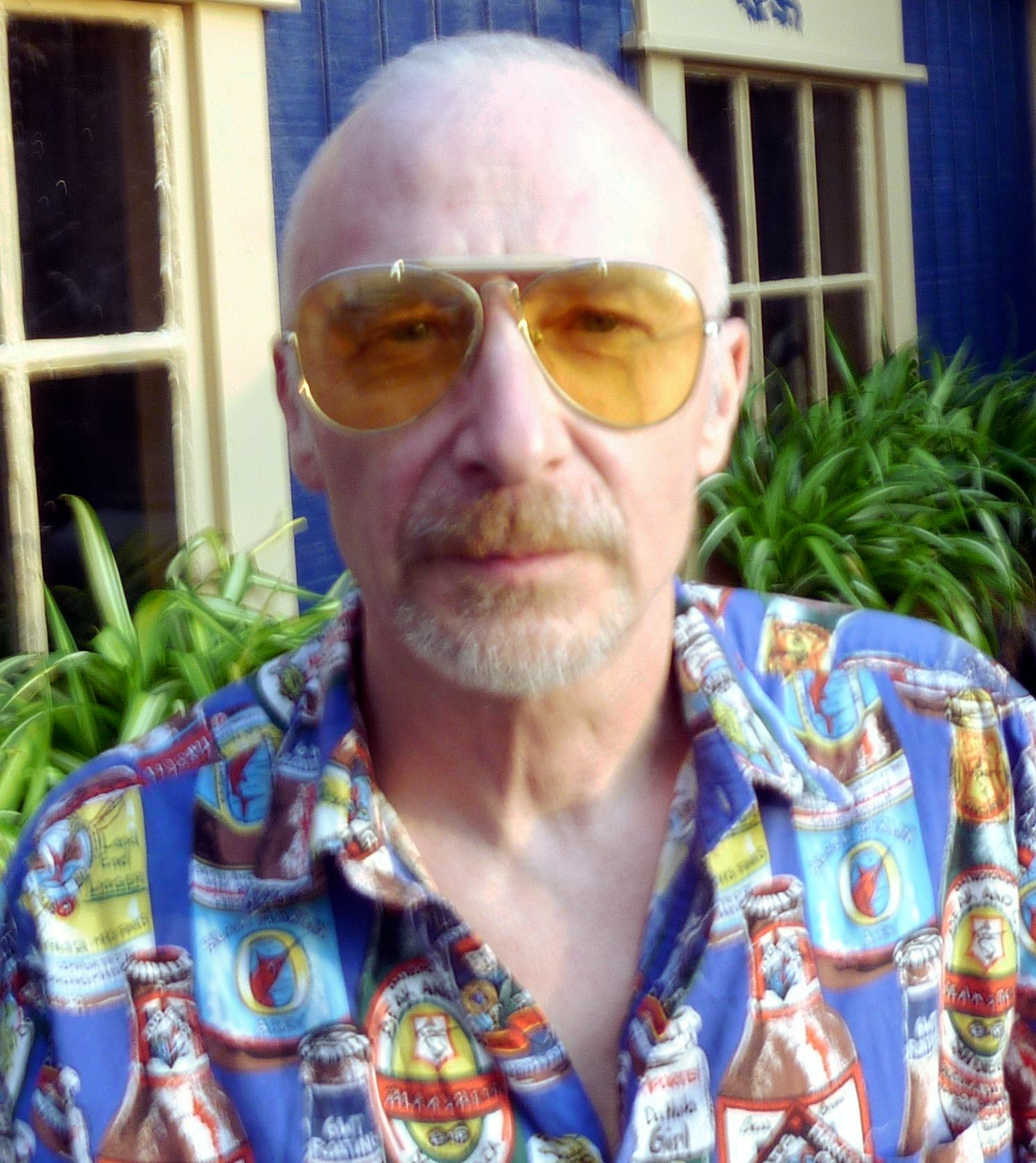
Graham Parker en 2010 après un concert au Brit's Pub de Minneapolis (Minnesota)

Graham Parker entra dans une période d'intense activité à partir de 2001, avec la réédition britannique de sa production avec The Rumour, et la sortie de son troisième album pour Razor & Tie, Deepcut to Nowhere. Les nouvelles chansons de cet album semblent refléter la vie et les objectifs de l'artiste. Il fut également marqué par le retour du batteur Steve Goulding près de 20 ans après leur dernière collaboration.
En 2003, G. Parker collabora avec Kate Pierson des B-52's et Bill Janovitz de Buffalo Tom pour sortir un album de compositions moins connues de John Lennon et Paul McCartney qui n'avaient jamais été enregistrées par les Beatles. L'album, intitulé From A Window: Lost Songs of Lennon & McCartney, fut crédité à « Pierson, Parker, Janovitz ».
Son travail suivant en solo fut Your Country en 2004, pour le nouveau label de Parker, le label indépendant de Chicago Bloodshot Records. Bien que présenté comme un album se rapprochant du son country, Your Country a pourtant un son moins traditionnel que d'autres enregistrements de G. Parker.
S'ensuivit en 2005 l'album Songs of No Consequence, réalisé rapidement aux côtés de The Figgs. L'un des concerts de la tournée qui s'ensuivit diffusé à la radio devint un album live en 2006. En mars 2007, un nouvel album intitulé Don't Tell Columbus sortit, ce qui constitua le quatrième album de Graham Parker en trois ans. Don't Tell Columbus, que l'on ne peut pourtant pas qualifier d'un retour aux bases, comprend quelques-unes de ses meilleures chansons, notamment l'autobiographique « I Discovered America », où il parle ironiquement de son manque de succès commercial.
En plus de ces enregistrements, Parker sortit une histoire de science-fiction appelée The Great Trouser Mistery en 1980. Il a publié un ensemble d'histoires courtes, Carp Fishing on Valium, en juin 2000. Son troisième livre, un roman, The Other Life of Brian, est sorti en septembre 2003.
En juillet 2011, il joue à la fête privée d'un physicien de Pittsburgh autoproclamé « fan n°1 » de Parker.
Au printemps 2011, Parker a retrouvé les cinq membres originaux de The Rumour pour enregistrer un nouvel album. L'album, dont le titre de travail est Three Chords Good, doit sortir en 2012 en même temps que le film 40 ans : Mode d'emploi de Judd Apatow, dans lequel Parker doit jouer son propre rôle.

## Discographie

### Albums studio
Crédités à Graham Parker & The Rumour :
- Howlin' Wind (1976)
- Heat Treatment (1976)
- The Pink Parker EP (1977)
- Stick to Me (1977)
- Squeezing Out Sparks (1979)
- The Up Escalator (1980)
- Mystery Glue (2015)

Crédités à Graham Parker :
- Another Grey Area (1982)
- The Real Macaw (1983)

Crédités à Graham Parker & The Shot :
- Steady Nerves (1985)

Crédités à Graham Parker :
- The Mona Lisa's Sister (1988)
- Human Soul (1990)
- Struck by Lightning (1991)
- Burning Questions (1992)
- Graham Parker's Christmas Cracker EP (1994)
- 12 Haunted Episodes (1995)
- Acid Bubblegum (1996)
- Deepcut to Nowhere (2001)
- Your Country (2004)
- Songs of No Consequence (2005) (accompagné de The Figgs)
- Don't Tell Columbus (2007)
- Imaginary Television (2010)

Crédités à Graham Parker & The Goldtops :
- Cloud Symbols (2018)
- Last Chance to Learn the Twist (2023)

### Albums Live
Crédités à Graham Parker & The Rumour :
- Live at Marble Arch (1976)
- At The Palladium, New York, NY, 1977
- The Parkerilla (1978)
- Live Sparks (1979)

Crédités à Graham Parker :
- Live! Alone In America (1989)
- Live from New York (1996)
- BBC Live in Concert (compilation 1977-91) (1996)
- The Last Rock and Roll Tour (1997) (avec The Figgs)
- Not If It Pleases Me (BBC sessions 1976-77) (1998)
- Live Alone! Discovering Japan (1998)
- King Biscuit Flower Hour Presents Graham Parker (Live 1983) (2003)
- Live Cuts From Somewhere (2003) (avec The Figgs)
- Blue Highway (2003) (enregistré à Grant Park, Chicago, Illinois le 4 juillet 1988)
- !Live Alone: The Bastard of Belgium (2005)
- Yer Cowboy Boot (2005)
- 103 Degrees in June (2006) (avec The Figgs)

### Compilations
- The Best of Graham Parker and The Rumour (1980)
- Look Back in Anger: Classic Performances (1982)
- It Don't Mean a Thing If It Ain't Got That Swing (1984)
- Pourin' It All Out: The Mercury Years (1986)
- The Best of Graham Parker 1988-91 (1992)
- Passion Is No Ordinary Word: The Graham Parker Anthology (1993)
- No Holding Back (1996)
- Vertigo Compilation
- Temporary Beauty (1997)
- Stiffs & Demons
- Master Hits (1999)
- Loose Monkeys (compilation d'anciennes chansons inédites)
- The Ultimate Collection
- You Can't Be Too Strong: An Introduction to Graham Parker and The Rumour (2001)
- That's When You Know (Demos de 1976 + Live at Marble Arch)
- The Official Art Vandelay Tapes (2003)
- A Fair Forgery of Pink Floyd (2003) (Graham Parker interprète « Comfortably Numb » de Pink Floyd)
- The Official Art Vandelay Tapes Vol 2 (2005)

### Singles entrés dans les hits-parades
| Année | Titre                              | Positions dans les hits-parades | Positions dans les hits-parades | Positions dans les hits-parades | Positions dans les hits-parades | Positions dans les hits-parades | Album                  |
| Année | Titre                              | UK Singles Chart                | Australie                       | Canada                          | US Hot 100                      | US MOD                          | Album                  |
| ----- | ---------------------------------- | ------------------------------- | ------------------------------- | ------------------------------- | ------------------------------- | ------------------------------- | ---------------------- |
| 1977  | "Hold Back the Night"              | 24                              | –                               | –                               | 58                              | –                               | The Pink Parker        |
| 1977  | "Sweet on You"                     | 24                              | –                               | –                               | –                               | –                               | The Pink Parker        |
| 1978  | "The New York Shuffle"             | –                               | 49                              | –                               | –                               | –                               | Stick to Me            |
| 1978  | "Hey Lord, Don't Ask Me Questions" | 32                              | 24                              | –                               | –                               | –                               | The Parkerilla         |
| 1979  | "Protection"                       | –                               | 46                              | –                               | –                               | –                               | Squeezing Out Sparks   |
| 1979  | "I Want You Back"                  | –                               | 46                              | –                               | –                               | –                               | Non-LP                 |
| 1982  | "Temporary Beauty"                 | 50                              | –                               | –                               | –                               | –                               | Another Grey Area      |
| 1983  | "Life Gets Better"                 | –                               | 35                              | –                               | 94                              | –                               | The Real Macaw         |
| 1985  | "Wake Up (Next to You)"            | –                               | –                               | 94                              | 39                              | –                               | Steady Nerves          |
| 1988  | "Get Started. Start a Fire"        | –                               | –                               | 85                              | –                               | –                               | The Mona Lisa's Sister |
| 1988  | "Don't Let It Break You Down"      | –                               | –                               | –                               | –                               | 27                              | The Mona Lisa's Sister |
| 1989  | "Big Man on Paper"                 | –                               | –                               | –                               | –                               | 18                              | Human Soul             |

## Publication
- Graham Parker (trad. Christine Raguet-Bouvart, et Mona Jones), Pêche à la carpe sous valium [« Carp Fishing on Valium »], Paris, Éditions L'esprit des péninsules, 2003, 160 p. (ISBN 978-2-84636-050-0, OCLC 319758921)- rééd., Points, Le Seuil, 2010  (ISBN 978-2757805831)
- Parkeromane, Éric Naulleau, éditions Jean Claude Gawsewitch 2010